# Фонтекио
Фонтекио (итал. Fontecchio) је насеље у Италији у округу Л'Аквила, региону Абруцо.
Према процени из 2011. у насељу је живело 323 становника. Насеље се налази на надморској висини од 664 м.

## Становништво
Према резултатима пописа становништва 2011. у општини је живело 410 становника.
| 1931. | 1936. | 1951. | 1961. | 1971. | 1981. | 1991. | 2001. | 2011. |
| ----- | ----- | ----- | ----- | ----- | ----- | ----- | ----- | ----- |
| 1.272 | 1.257 | 1.126 | 739   | 499   | 438   | 469   | 422   | 410   |